# Tuleň vousatý
Tuleň vousatý (Erignathus barbatus), jediný druh monotypického rodu Erignathus, je mohutný savec žijící v chladných vodách severní polokoule.

## Rozšíření
Žije v Severním ledovém oceánu (Arktickém oceánu) a v místech styku i v Atlantském a Tichém oceánu. Jeho život je svázán s plovoucími krami, na kterých se nechává v období odpočinku, línání a péče o potomky volně unášet, lze ho spatřit po 80. až 85. severní rovnoběžku. V místech s pevným ledem je schopen si udržet otvory nutné pro vstup do vody a pro dýchání celoročně volné, vedle takových děr také odpočívá a v případě nebezpečí uniká do vody. V létě migruje s ustupujícími krami k severu, s příchodem zimy zase k jihu. Na některých místech (např. Hudsonův záliv) bývá k vidění i na pobřežní štěrkové pláži. Je to samotářský živočich, nachází se v obrovském regionu přes svou početnost ojediněle, jen v období línání (od května do června) se shlukuje do malých kolonií. Vyskytuje se ve dvou poddruzích oddělených od sebe geograficky.
Erignathus barbatus barbatus je rozšířen, přibližně vzato, v místech kontaktu Severního ledového oceánu s Atlantským, jeho teritorium je ohraničeno na východě mořem Laptěvů u severního pobřeží Ruska a na západě arktickou Kanadou. Směrem k jihu zasahuje v oblasti Evropy až do Norského moře a po jih Islandu a v oblasti Severní Ameriky po jih Grónska a po Hudsonův záliv.
Erignathus barbatus nautica má svou oblast výskytu ohraničenou na západě Východosibiřským mořem u severního pobřeží Ruska a na východě arktickou Kanadou. V oblasti styku Asie se Severní Amerikou proniká přes Beringův průliv do Ochotského moře až k Hokkaidu, severnímu ostrovu japonského souostroví.

## Popis
Dospělá zvířata dosahují délky 2 až 2,5 m a váhy 250 až 300 kg, samice bývají mírně mohutnější. Hmotnost v průběhu roku značně kolísá, jednou byla zaznamenána váha i 390 kg. Vrstva tuku tvoří 30 až 40 % hmotnosti. Jejich tělo je poměrně dlouhé, malá, úzká, zaoblená hlava s velkýma, blízko sebe posazenýma očima je zakončena širokým, masitým čenichem. Na jeho konci mají obzvláště vyvinuté hmatové husté fousy bílé barvy, mokré jsou rovné, suché se kroutí. Oboje ploutve mají krátké a široké, s robustními drápy. Srst na zádech je tmavě šedá až hnědá, na břiše světlejší, tvář i ploutve jsou narezavělé. Čenich a okolí očí bývají světlé. Obě pohlaví jsou zbarvená obdobně. Dorozumívají se, hlavně ve vodě, širokým spektrem zvuků, které ukazují na možnost složité sociální struktury.
Žijí osaměle, nejčastěji v místech kde se pohybuji volné ledové kry a kde je hloubka 100 až 200 m. Většina ponorů za potravou je do hloubky okolo 100 m, i když byly zaregistrovány případy do 300 až 500 m. Loví převážně bentické živočichy z měkkého dna, přičemž využívají svých specifických dlouhých vousů. Nejčastěji loví korýše, měkkýše, hlavonožce a v menší míře i ryby, převážně z čeledí koruškovitých (Osmeridae), platýsovitých (Pleuronectidae), treskovitých (Gadidae), vrankovitých (Cottidae) a slimulovitých (Zoarcidae). Jejich jídelníček se odlišuje podle míst, kde žijí.

## Rozmnožování
Přibližně každý druhý rok v dubnu nebo květnu vrhne samice na ledové kře v blízkosti vody jedno mládě s tmavou vlnitou srstí o průměrné váze 35 kg a délce 130 cm, které je schopno okamžitě plavat. Samice, které mají na rozdíl od ostatních tuleňů čtyři mléčné bradavky, mládě kojí 3krát denně mlékem o 50 % tučnosti a učí ho plavat a potápět. Asi po 24 dnech potomka, který váží již asi 85 kg, odstaví a opouští. V té době tráví mládě již polovinu času ve vodě a dokáže se potopit do hloubky 80 m a vydrží pod vodou více než 5 minut. V době výchovy mláďat jsou tuleni vousatí nejvíce ohrožení hlavními suchozemskými predátory, ledními medvědy. Než se mláďata vydají na samostatnou pouť, musí ještě na kře zcela vyměnit dětskou srst.
Po období laktace přicházejí samice do říje. To již se samci snaží svým specifickým hlasovým projevem, slyšitelným pod vodní hladinou na mnoho kilometrů, zaimponovat říjným samicím a spářit se. Někteří samci si střeží svá území a očekávají samice, jiní zase putují na dlouhé vzdálenosti a volné samice hledají. Jsou to promiskuitní tvorové. Samicím se přibližně na dva měsíce zastavuje růst oplodněného vajíčka. Samice je březí celkem asi 11 měsíců, zabřezne většinou co dva roky. Samci dospívají v šesti až sedmi létech a dožívají se asi 25 let, samice v pěti až šesti a žijí až do 30 let.

## Ohrožení
Hlavními přirozenými predátory tuleňů vousatých zatoulaných se do větších vzdálenosti od okraje moře jsou lední medvědi (Ursus maritimus), ve vodě pak kosatky dravé (Orcinus orca). Mláďata jsou dále ohrožována i mroži (Odobenus rosmarus). Velkým nebezpečím jsou pro ně ropné skvrny, které narušují izolační vlastnosti srsti.
Tuleni vousatí byli po tisíciletí loveni místními obyvateli jako zdroj potravy a pro své pevné kožešiny používané jako oděv, boty i na stavbu lodí, jejich tuk se používá ke svícení. V současnosti tento lov v omezené míře pokračuje v Kanadě, Spojených státech amerických, Grónsku a Rusku, kde jsou pro Eskymáky jedním ze zdrojů obživy. Jsou známé jen hrubé odhady jejich celkového počtu, pravděpodobně jich žije asi 500 000 jedinců a trend jejich populace se zdá být stabilní. Červený seznam IUCN je považuje za druh málo dotčený (LC).